# درم العين (المخادر)

تعديل مصدري - تعديل

درم العين محلة تابعة لقرية الحديدة، التابعة لعزلة السحول بمديرية المخادر إحدى مديريات محافظة إب في الجمهورية اليمنية، بلغ تعداد سكانها 81 حسب تعداد اليمن لعام 2004.